# تارتا
تارتا (به پرتغالی: Vinícius Silva Soares) هافبک اهل برزیل است که در شهر ریودو ژانیرو و در تاریخ ۱۳ آوریل ۱۹۸۹ به دنیا آمده‌است.
تارتا در تیم‌های فوتبال باشگاه فوتبال فلومیننزه سابقهٔ حضور دارد.